# Teixobactină
Teixobactina este un antibiotic depsipeptidic care prezintă activitate asupra unor bacterii Gram-pozitive. Molecula a fost descoperită în anul 2015. Este un metabolit secundar al speciei Eleftheria terrae.
Teixobactina este primul antibiotic nou cu potențial terapeutic izolat în specii bacteriene în ultimele decenii, și pare să facă parte dintr-o nouă clasă de antibiotice care ar putea fi introduse în terapie.